# MV Blue Marlin

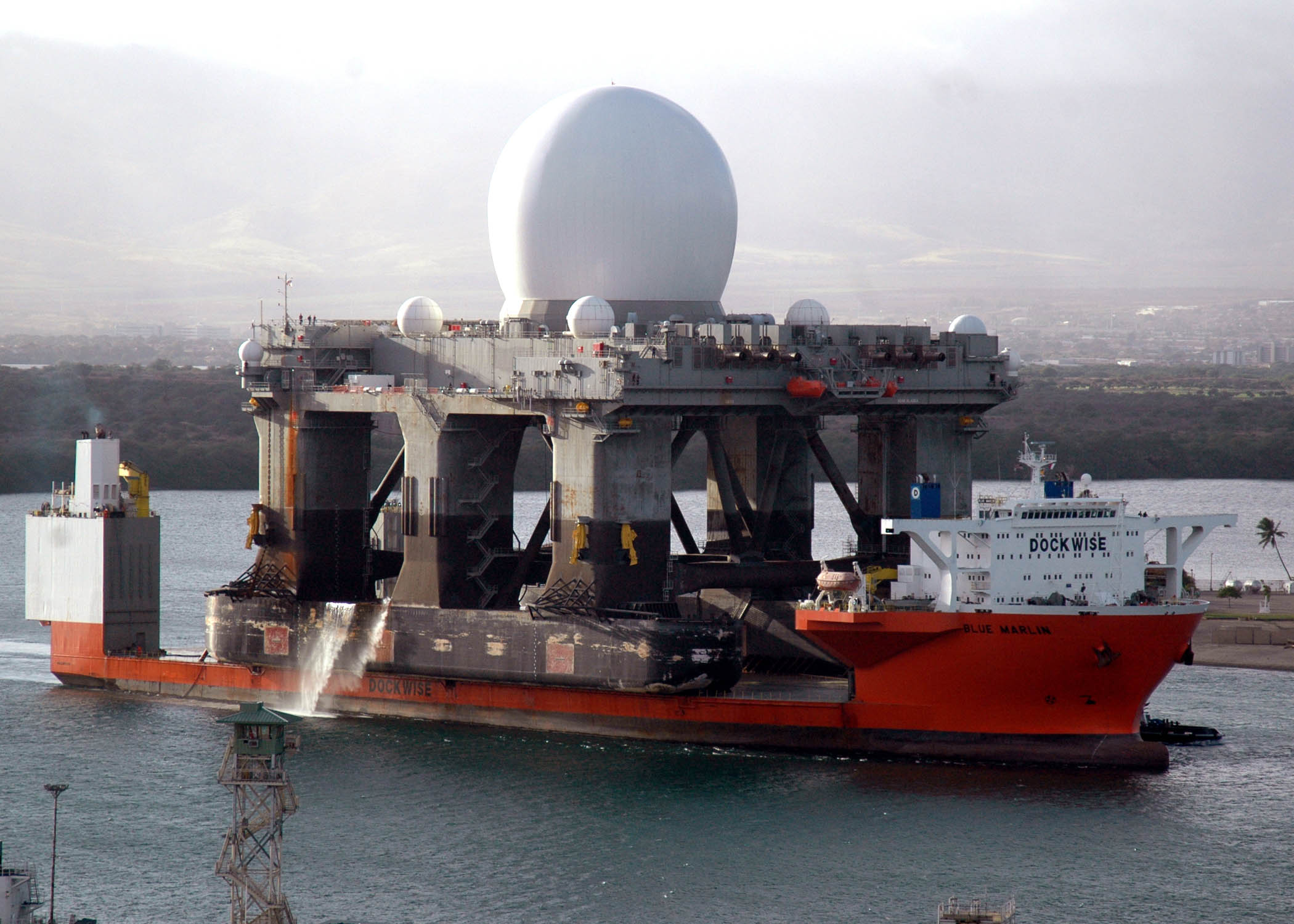
Морской радар в Перл-Харбор 8 января 2006, транспортируемый на Аляску с помощью MV Blue Marlin.

Blue Marlin — голландское полупогружаемое грузовое судно. Оно было спроектировано, чтобы перевозить большие морские буровые установки. Оно оборудовано 38 каютами, в которых способны проживать 60 человек, также на борту есть сауна, тренажёрный зал и бассейн. Blue Marlin и родственное ему судно MV Black Marlin входят в класс тяжёлых грузовых судов Marlin.

## История

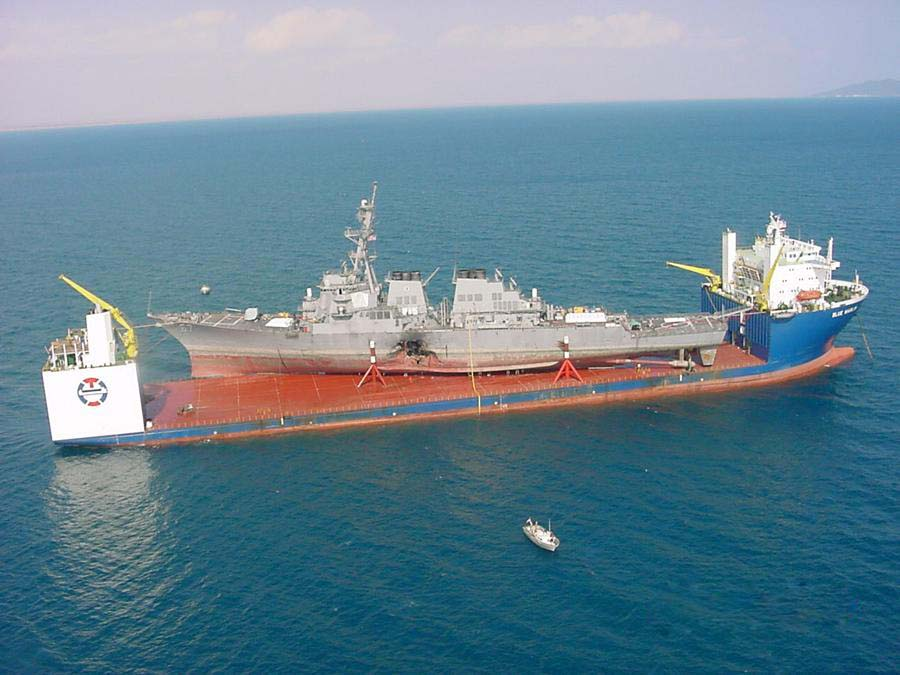
Транспортировка американского эсминца DDG-67.

Суда серии Marlin, Blue Marlin и Black Marlin, принадлежали Норвежской компании «Offshore Heavy Transport» с начала их закладки, в апреле 2000 и ноябре 1999 соответственно, до 6 июля 2001, когда они были приобретены Dockwise. ВМС США арендовали Blue Marlin у Offshore Heavy Transport для транспортировки эсминца USS Cole (DDG-67) обратно в США после повреждения в результате теракта Аль-Каиды Во второй половине 2003 года судно прошло модернизацию. В результате оно стало вмещать больше людей и получило два дополнительных гребных винта для увеличения маневренности.
16 июня 2012 года судно прибыло в гавань Ферроль для подготовки к транспортировке десантного корабля HMAS Canberra (LHD 02) в Мельбурн. Незавершенный корабль был погружен на Blue Marlin 4 августа 2012 года и должен был отправиться по расписанию 12 августа. Корабль был доставлен 17 октября 2012 года.

## Характеристики
| Характеристика            | Значение               |
| ------------------------- | ---------------------- |
| Общая длина               | 217 м                  |
| Наибольшая ширина         | 42 м                   |
| Высота борта              | 13.3 м                 |
| Летняя осадка             | 10 м                   |
| Дедвейт                   | 56,000 т               |
| Длина погрузочной области | 178,2 или 157,2 м      |
| Площадь погрузки          | > 7,215 м2             |
| Крейсерская скорость      | 14,5 узлов (26,9 км/ч) |
| Вмещает людей             | 60 человек             |
| Верфь                     | CSBC, Гаосюн           |